# Gà Hyline
Gà Hyline hay Gà Hy–Line hay gà Hyline (phát âm tiếng Việt như là gà Hai-lai) là một giống gà công nghiệp hướng trứng có nguồn gốc từ Mỹ. Với đặc tính sống khỏe, thích nghi nhanh với môi trường khí hậu Việt Nam, tỉ lệ sống rất cao, hiệu quả sử dụng thức ăn tối ưu, dễ nuôi, chất lượng trứngđảm bảo, màu trứng nâu đẹp đáp ứng yêu cầu của thị trường trong nước và xuất khẩu tiêu thụ lượng thức ăn thấp hơn so với các giống gà đẻ thương phẩm hiện nay, gà Hy-Line là giống gà siêu trứng được nhập từ Mỹ và được ưa chuộng. Gà Hy Line đã được Nhà nước Việt Nam công nhận là một giống vật nuôi nhập nội được phép sản xuất, kinh doanh tại Việt Nam.

## Tổng quan
Gà Hyline Brown do công ty Hy-Line International của Mỹ, thành lập từ năm 1936 tạo ra. Hiện nay giống gà này còn có các con lai Hybrid như Hy-Line W-36, Hy-Line W-98, Hy-Line Silver Brown, Hy-Line Gray. Gà Hyline được nuôi ở 120 nước trên thế giới. Việt Nam nhập gà Hyline brown trực tiếp từ hãng Unicoast Corportio Import & Export U.S.A năm 1993, hiện nay giống này vẫn đang được nuôi phổ biến.

## Đặc điểm
Gà Hy–Line là giống chuyên trứng cao sản, gà cũng có ngoại hình giống gà Brown Nick, màu lông vàng sẫm, mào đơn, da vàng, chân to, trứng gà có vỏ màu nâu. Gà thuần có lông màu nâu nhạt, thân hình thon nhỏ, mào đơn. Gà bắt đầu đẻ lúc 18 tuần tuổi, đến 80 tuần tuổi đẻ được 340 quả. Lúc mới nở gà mái có lông màu nâu, gà trống có màu trắng. Dòng Hyline Brown (Hai-lai nâu) có màu lông vàng sậm, mào đơn, da vàng, gà Hy-Line 18-80 tuần tuổi có thể đẻ 350/trứng/con.
Mỗi năm con mái có thể đẻ 280 - 290 quả trứng. Trứng nặng 56 - 60g. Lượng tiêu tốn thức ăn cho 100 quả trứng khoảng 15 – 16 kg. Sản lượng trứng 280 – 290 quả/76 tuần tuổi, năng suất trứng cao (300-310 quả/năm), có thể nuôi đẻ kéo dài được 52 tuần tuổi. Tỷ lệ đẻ cao nhất 93-96%. Gà thành thục sinh dục sớm (18 tuần tuổi bắt đầu đẻ). Gà đẻ khỏe mạnh và rất mắn. Hy-line Brown là loại gà đẻ trứng ổn định nhất trên thế giới hiện nay.
Chỉ cần nuôi 3,5 – 4 tháng trong điều kiện bình thường là gà có thể đẻ trứng. Gà đẻ đỉnh cao trung bình 90’s và bắt đầu đẻ sớm với kích thước trứng đồng nhất Trứng gà omega-3 có nguồn dinh dưỡng omega-3 dồi dào và DHA cao. Để có được sản phẩm trứng gà omega-3 đạt chất lượng tốt, ổn định, con giống được sàng lọc rất nghiêm ngặt và tuân theo một chế độ cân bằng về dinh dưỡng, Định mức thức ăn thực hiện đúng lịch trình, hạn chế việc sử dụng thuốc kháng sinh, bảo đảm đúng hàm lượng dinh dưỡng cần thiết.

## Tại Việt Nam

### Từ 1995
Gà Hy – Line có nguồn gốc từ dòng gà trứng cao sản của Mỹ. Đã nhập vào Việt Nam các dòng: Hyline Brown (Xí nghiệp gà giống trứng dòng thuần Ba Vì), và phân bố ở miền Nam. Hyline Brown - trứng Đã được Xí nghiệp gà giống trứng dòng thuần Ba Vì nhập năm 1995 từ Mỹ. Như vậy, từ năm 1995, gà giống Hy Line Brown của Mỹ đã được nhập vào Việt Nam nuôi ở một vài tỉnh phía Bắc, qua quá trình thích ứng và phát triển được người chăn nuôi lựa chọn. Tuy nhiên, vào thời điểm nay, ở Việt Nam chưa có doanh nghiệp nào đủ điều kiện để phát triển quy mô lớn.

### Năm 2013
Tháng 9 năm 2013, những con gà giống Hy Line đã có mặt trên thị trường Việt Nam với giá bán tương đương với các loại giống gà khác. Sau thời gian thử nghiệm thành công giống gà Hy-Line của Mỹ tại trang trại Bình Dương, Công ty Ba Huân đã liên kết và cung cấp con giống gà mang thương hiệu Hy Line tại Việt Nam với gần 500.000 con gà giống Hy-Line ra thị trường. Trong năm 2013 đã sản xuất được 810.000 con gà giống Hy-Line tại Bình Dương, trong đó cung cấp cho thị trường 50%, để phân phối giống gà mới này, Ba Huân đã nuôi thử nghiệm sau gần 2 năm tại một trang trại ở Bình Dương.
Trang trại chăn nuôi tại Bình Dương quy mô 18 ha đang chăn nuôi giống gà thương phẩm Hyline có nguồn gốc từ Mỹ. Đây cũng là giống gà được chọn làm con giống cho sản phẩm trứng gà omega-3 được chọn lọc từ giống gà thương phẩm Hyline, được chăn nuôi bằng nguồn dinh dưỡng nhập khẩu từ Mỹ theo quy trình khép kín. Từng quả trứng được sàng lọc và đưa vào xử lý diệt khuẩn. Hệ thống chuồng trại chăn nuôi áp dụng theo mô hình chuồng kín. Chuồng chăn nuôi được bố trí hệ thống làm mát bằng giấy tổ ong và quạt hút tạo ra nhiệt độ thích hợp và giảm thiểu sự khuếch tán mùi hôi ra môi trường.
Tại Quảng Nam đã đầu tư Nhà máy nuôi gà giống và sản xuất trứng gà sạch tại xã Tam Lộc, huyện Phú Ninh với tổng vốn đầu tư hơn 905 tỷ đồng. Dự án có quy mô sử dụng đất khoảng 620.000m2, nuôi trên 50.000 gà giống, 200.000 gà hậu bị và 600.000 gà đẻ, cung cấp trứng gà, trứng gà Omega-3, khoảng 500.000 quả trứng/ngày (khoảng 175 triệu quả/năm), sản phẩm thịt gà các loại, cung ứng phân gà cho sản xuất phân bón. Giống gà nuôi là giống Hy-Line Brow của Tập đoàn Hy-Line International-Hoa Kỳ và nhà xưởng theo tiêu chuẩn của Nhà tiền chế Agrotop, dự án này sẽ cung cấp nguồn gà giống, trứng gà sạch, trứng gà Omega -3 cho thị trường khu vực miền Trung Việt Nam.

### Sự cố
Giống gà này cũng dễ mẫn cảm với bệnh marek, tại Hà Nội, từng có sự kiện hàng trăm con gà Hyline ở Hà Nội đã chết. Đàn gà dưới 3 tháng tuổi phát triển khoẻ mạnh, nhưng trong đàn có nhiều con đứng mắt lim dim, ăn uống ít vài ngày sau thì lăn ra chết. Bệnh marek lây qua đường hô hấp, tiêu hoá. Triệu chứng điển hình là gan to, thận to. Khác với cúm, gà nhiễm virus marek không chết đồng loạt mà lẻ tẻ. Việc miễn dịch bệnh marek phụ thuộc nhiều vào điều kiện chăn nuôi, thức ăn, nước uống, vệ sinh môi trường và tình trạng sức khoẻ của đàn gà (gà mắc các bệnh truyền nhiễm khác, suy dinh dưỡng, mổ cắn nhau).
Ở Việt Nam cũng từng có sự kiện một nông dân mua 800 con gà đẻ trứng giống Hyline Variety với lời quảng cáo sau 3,5 tháng gà sẽ đẻ, nhưng nuôi 6 tháng vẫn chưa thấy gà đẻ trứng, chờ đến gần năm trời vẫn chưa thấy nhảy ổ và chúng đã bị vô sinh, đàn gà có biểu hiện khác thường, lông gà có màu đỏ, đốm nổ, chân nhỏ, trong khi giống gà Hyline Variety bình thường có lông màu nâu, chân to. Người này đã khởi kiện và được đồng ý cấp lại 1.000 con gà giống Hyline Variety.